# 24 Horas de Le Mans de 1994
As 24 Hours of Le Mans de 1994 foi o 62º grande prêmio automobilístico das 24 Horas de Le Mans, tendo acontecido nos dias 18 e 19 de junho 1994 em Le Mans, França no autódromo francês, Circuit de la Sarthe. 

## Resultados Finais

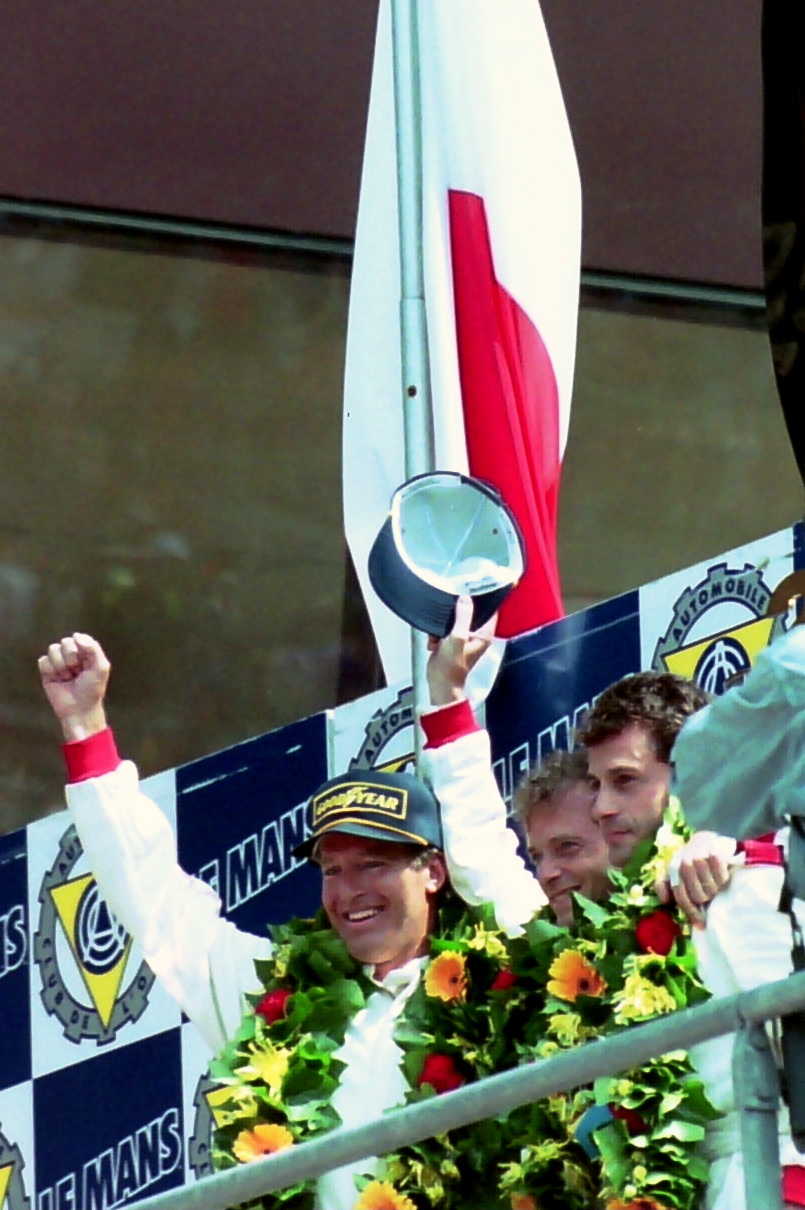
Pódio dos vencedores da edição de 1994, da esquerda para a direita: Hurley Haywood, Mauro Baldi e Yannick Dalmas.

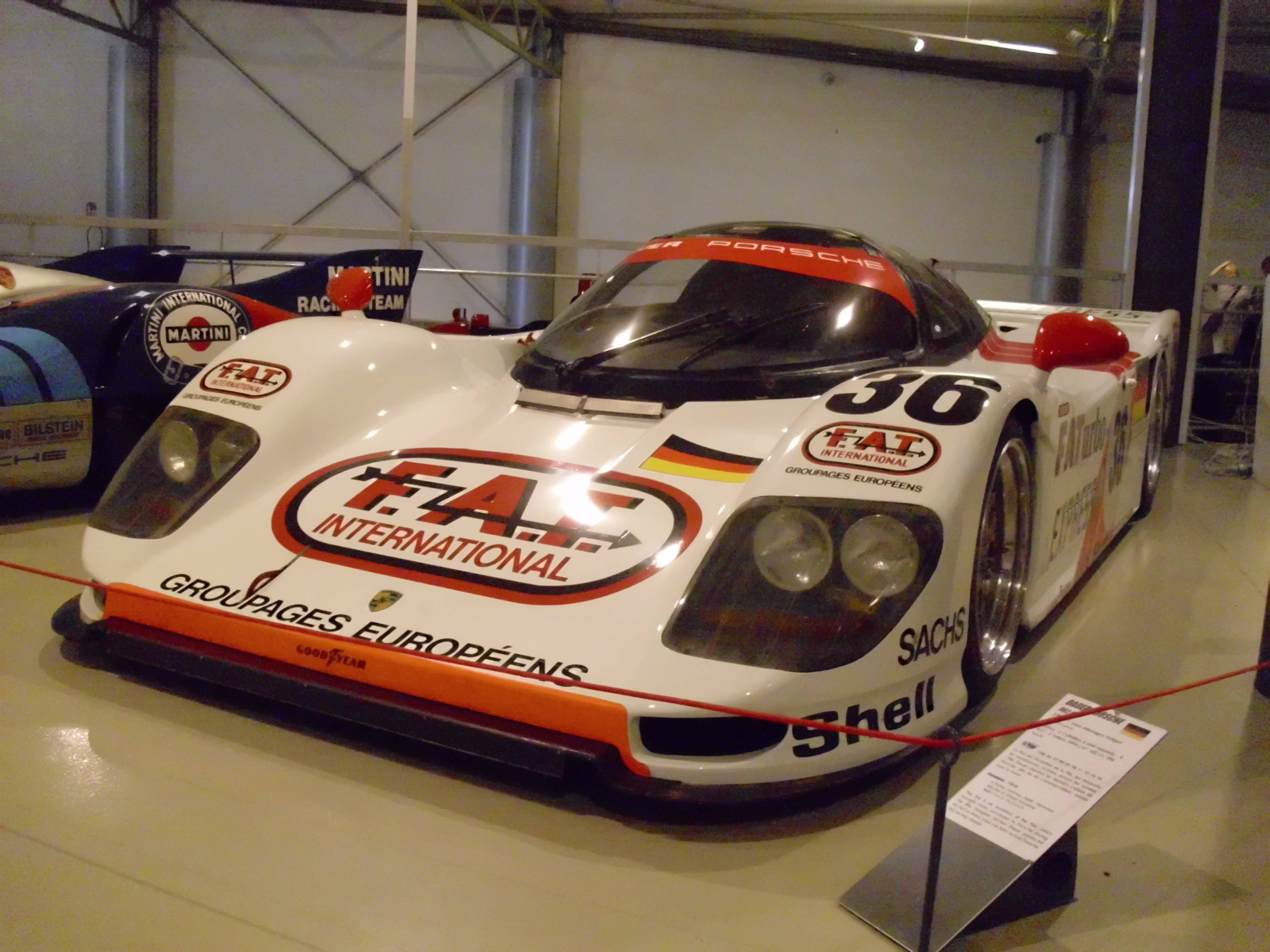
1. 36 Dauer 962 foi vencedor geral, obtendo também a terceira colocação geral com carro #35

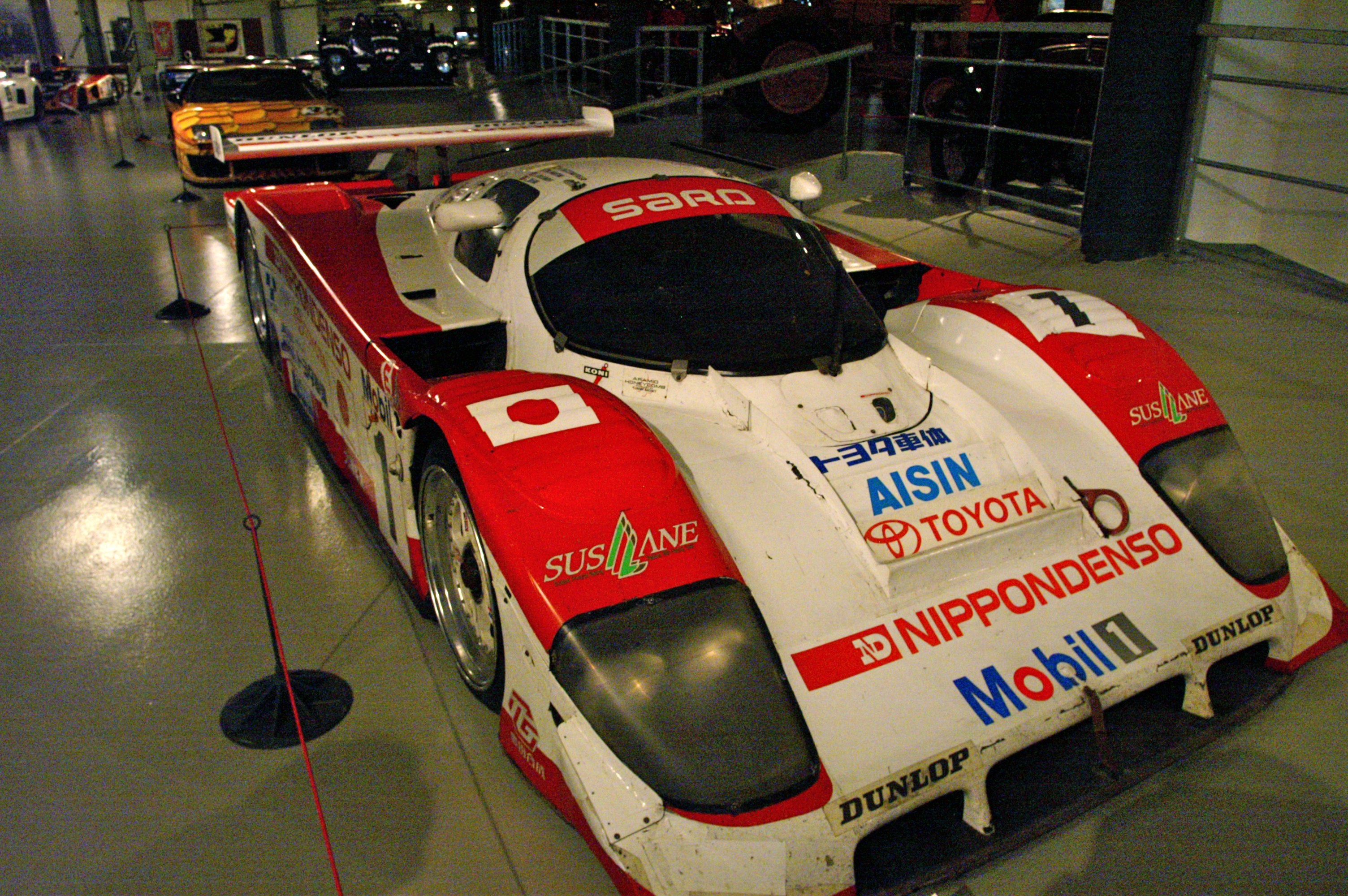
1. 1 Toyota 94C-V foi o segundo colocado geral.

| Pos    | Class     | No | Equipe                                         | Pilotos                                                         | Chassis                            | Pneus | Voltas |
| Pos    | Class     | No | Equipe                                         | Pilotos                                                         | Motor                              | Pneus | Voltas |
| ------ | --------- | -- | ---------------------------------------------- | --------------------------------------------------------------- | ---------------------------------- | ----- | ------ |
| 1      | GT1       | 36 | Le Mans Porsche Team Joest Racing              | Yannick Dalmas Hurley Haywood Mauro Baldi                       | Dauer 962 Le Mans                  | G     | 344    |
| 1      | GT1       | 36 | Le Mans Porsche Team Joest Racing              | Yannick Dalmas Hurley Haywood Mauro Baldi                       | Porsche Type-935 3.0L Turbo Flat-6 | G     | 344    |
| 2      | LMP1 /C90 | 1  | SARD Company Ltd.                              | Eddie Irvine Mauro Martini Jeff Krosnoff                        | Toyota 94C-V                       | D     | 343    |
| 2      | LMP1 /C90 | 1  | SARD Company Ltd.                              | Eddie Irvine Mauro Martini Jeff Krosnoff                        | Toyota R36V 3.6L Turbo V8          | D     | 343    |
| 3      | GT1       | 35 | Le Mans Porsche Team Joest Racing              | Hans Joachim Stuck Danny Sullivan Thierry Boutsen               | Dauer 962 Le Mans                  | G     | 343    |
| 3      | GT1       | 35 | Le Mans Porsche Team Joest Racing              | Hans Joachim Stuck Danny Sullivan Thierry Boutsen               | Porsche Type-935 3.0L Turbo Flat-6 | G     | 343    |
| 4      | LMP1 /C90 | 4  | Nisso Trust Racing Team                        | Steven Andskär George Fouché Bob Wollek                         | Toyota 94C-V                       | D     | 328    |
| 4      | LMP1 /C90 | 4  | Nisso Trust Racing Team                        | Steven Andskär George Fouché Bob Wollek                         | Toyota R36V 3.6L Turbo V8          | D     | 328    |
| 5      | IMSA GTS  | 75 | Clayton Cunningham Racing                      | Steve Millen Johnny O'Connell John Morton                       | Nissan 300ZX Turbo                 | Y     | 317    |
| 5      | IMSA GTS  | 75 | Clayton Cunningham Racing                      | Steve Millen Johnny O'Connell John Morton                       | Nissan VRH35 3.0L Turbo V6         | Y     | 317    |
| 6      | LMP1 /C90 | 5  | Gulf Oil Racing                                | Derek Bell Robin Donovan Jürgen Lässig                          | Kremer K8 Spyder                   | D     | 316    |
| 6      | LMP1 /C90 | 5  | Gulf Oil Racing                                | Derek Bell Robin Donovan Jürgen Lässig                          | Porsche Type-935 3.0L Turbo Flat-6 | D     | 316    |
| 7      | LMP1 /C90 | 9  | Courage Compétition                            | Jean-Louis Ricci Andy Evans Philippe Olczyk                     | Courage C32LM                      | M     | 310    |
| 7      | LMP1 /C90 | 9  | Courage Compétition                            | Jean-Louis Ricci Andy Evans Philippe Olczyk                     | Porsche Type-935 3.0L Turbo Flat-6 | M     | 310    |
| 8      | GT2       | 52 | Larbre Compétition                             | Jesús Pareja Dominique Dupuy Carlos Palau                       | Porsche 911 Carrera RSR            | M     | 307    |
| 8      | GT2       | 52 | Larbre Compétition                             | Jesús Pareja Dominique Dupuy Carlos Palau                       | Porsche 3.8L Flat-6                | M     | 307    |
| 9      | GT2       | 54 | Écurie Biennoise                               | Enzo Calderari Lilian Bryner Renato Mastropietro                | Porsche 911 Carrera RSR            | P     | 299    |
| 9      | GT2       | 54 | Écurie Biennoise                               | Enzo Calderari Lilian Bryner Renato Mastropietro                | Porsche 3.8L Flat-6                | P     | 299    |
| 10     | GT2       | 59 | Konrad Motorsport                              | Cor Euser Patrick Huisman Matiaz Tomlje                         | Porsche 911 Carrera RSR            | P     | 295    |
| 10     | GT2       | 59 | Konrad Motorsport                              | Cor Euser Patrick Huisman Matiaz Tomlje                         | Porsche 3.8L Flat-6                | P     | 295    |
| 11     | GT2       | 57 | Repsol Ferrari España                          | Prince Alfonso de Orleans Bourbon Tomas Saldaña Andres Vilariño | Ferrari 348 GTC-LM                 | P     | 276    |
| 11     | GT2       | 57 | Repsol Ferrari España                          | Prince Alfonso de Orleans Bourbon Tomas Saldaña Andres Vilariño | Ferrari 3.4L V8                    | P     | 276    |
| 12     | GT1       | 40 | Rent-A-Car Racing Team Luigi Racing            | René Arnoux Justin Bell Bertrand Balas                          | Dodge Viper RT/10                  | M     | 273    |
| 12     | GT1       | 40 | Rent-A-Car Racing Team Luigi Racing            | René Arnoux Justin Bell Bertrand Balas                          | Dodge 8.0L V10                     | M     | 273    |
| 13     | GT2       | 60 | Legeay Sports Mécanique                        | Benjamin Roy Luc Galmard Jean-Claude Police                     | Alpine A610 Turbo                  | M     | 272    |
| 13     | GT2       | 60 | Legeay Sports Mécanique                        | Benjamin Roy Luc Galmard Jean-Claude Police                     | Renault PRV 3.0L Turbo V6          | M     | 272    |
| 14     | GT2       | 48 | Kremer Honda Racing                            | Armin Hahne Christophe Bouchut Bertrand Gachot                  | Honda NSX                          | D     | 257    |
| 14     | GT2       | 48 | Kremer Honda Racing                            | Armin Hahne Christophe Bouchut Bertrand Gachot                  | Honda 3.0L V6                      | D     | 257    |
| 15     | IMSA GTS  | 74 | Team Artnature                                 | Yojiro Terada Franck Freon Pierre de Thoisy                     | Mazda RX-7 GTO                     | D     | 250    |
| 15     | IMSA GTS  | 74 | Team Artnature                                 | Yojiro Terada Franck Freon Pierre de Thoisy                     | Mazda 13J 2.0L 3-Rotor             | D     | 250    |
| 16     | GT2       | 46 | Kremer Honda Racing                            | Philippe Favre Hideki Okada Kazuo Shimizu                       | Honda NSX                          | D     | 240    |
| 16     | GT2       | 46 | Kremer Honda Racing                            | Philippe Favre Hideki Okada Kazuo Shimizu                       | Honda 3.0L V6                      | D     | 240    |
| 17     | GT2       | 68 | Agusta Racing Team                             | Jean-Louis Sirera Antonio Puig Xavier Camp                      | Venturi 400GTR                     | D     | 225    |
| 17     | GT2       | 68 | Agusta Racing Team                             | Jean-Louis Sirera Antonio Puig Xavier Camp                      | Renault PRV 3.0L Turbo V6          | D     | 225    |
| 18     | GT2       | 47 | Kremer Honda Racing Team Kunimitsu             | Kunimitsu Takahashi Keiichi Tsuchiya Akira Iida                 | Honda NSX                          | Y     | 222    |
| 18     | GT2       | 47 | Kremer Honda Racing Team Kunimitsu             | Kunimitsu Takahashi Keiichi Tsuchiya Akira Iida                 | Honda 3.0L V6                      | Y     | 222    |
| 19 NC  | GT1       | 41 | Rent-A-Car Racing Team Luigi Racing            | François Migault Denis Morin Philippe Gache                     | Dodge Viper RT/10                  | M     | 225    |
| 19 NC  | GT1       | 41 | Rent-A-Car Racing Team Luigi Racing            | François Migault Denis Morin Philippe Gache                     | Dodge 8.0L V10                     | M     | 225    |
| 20 NC  | GT1       | 30 | BBA Compétition                                | Jean-Luc Maury-Laribière Bernard Chauvin Hervé Poulain          | Venturi 600LM                      | D     | 221    |
| 20 NC  | GT1       | 30 | BBA Compétition                                | Jean-Luc Maury-Laribière Bernard Chauvin Hervé Poulain          | Renault PRV 3.0L Turbo V6          | D     | 221    |
| 21 NC  | GT1       | 37 | A.D.A. Engineering Ltd.                        | Dominic Chappell Jonathan Baker Phil Andrews                    | De Tomaso Pantera 200              | G     | 210    |
| 21 NC  | GT1       | 37 | A.D.A. Engineering Ltd.                        | Dominic Chappell Jonathan Baker Phil Andrews                    | Ford 5.0L V8                       | G     | 210    |
| 22 NC  | LMP1 /C90 | 6  | A.D.A. Engineering Ltd. Team Nippon            | Jun Harada Tomiko Yoshikawa Masahiko Kondo                      | Porsche 962C GTi                   | G     | 189    |
| 22 NC  | LMP1 /C90 | 6  | A.D.A. Engineering Ltd. Team Nippon            | Jun Harada Tomiko Yoshikawa Masahiko Kondo                      | Porsche Type-935 3.0L Turbo Flat-6 | G     | 189    |
| 23 NC  | GT2       | 65 | Agusta Racing Team                             | Stéphane Ratel Franz Hunkeler Edouard Chaufour                  | Venturi 400GTR                     | D     | 137    |
| 23 NC  | GT2       | 65 | Agusta Racing Team                             | Stéphane Ratel Franz Hunkeler Edouard Chaufour                  | Renault PRV 3.0L Turbo V6          | D     | 137    |
| 24 DNF | GT1       | 34 | Michel Hommell                                 | Alain Cudini Eric Hélary Jean-Christophe Boullion               | Bugatti EB110 SS                   | M     | 230    |
| 24 DNF | GT1       | 34 | Michel Hommell                                 | Alain Cudini Eric Hélary Jean-Christophe Boullion               | Bugatti 3.5L Turbo V12             | M     | 230    |
| 25 DNF | LMP1 /C90 | 2  | Courage Compétition                            | Henri Pescarolo Alain Ferté Franck Lagorce                      | Courage C32LM                      | M     | 142    |
| 25 DNF | LMP1 /C90 | 2  | Courage Compétition                            | Henri Pescarolo Alain Ferté Franck Lagorce                      | Porsche Type-935 3.0L Turbo Flat-6 | M     | 142    |
| 26 DNF | GT2       | 51 | Callaway Sport Inc.                            | Frank Jelinski Boris Said Michel Maisonneuve                    | Callaway Corvette SuperNatural     | Y     | 142    |
| 26 DNF | GT2       | 51 | Callaway Sport Inc.                            | Frank Jelinski Boris Said Michel Maisonneuve                    | Chevrolet 6.2L V8                  | Y     | 142    |
| 27 DNF | GT1       | 31 | Agusta Racing Team                             | Riccardo Agusta Michel Krine Almo Coppelli                      | Venturi 600LM                      | D     | 115    |
| 27 DNF | GT1       | 31 | Agusta Racing Team                             | Riccardo Agusta Michel Krine Almo Coppelli                      | Renault PRV 3.0L Turbo V6          | D     | 115    |
| 28 DNF | LMP1 /C90 | 3  | Courage Compétition                            | Lionel Robert Pascal Fabre Pierri-Henri Raphanel                | Courage C32LM                      | M     | 107    |
| 28 DNF | LMP1 /C90 | 3  | Courage Compétition                            | Lionel Robert Pascal Fabre Pierri-Henri Raphanel                | Porsche Type-935 3.0L Turbo Flat-6 | M     | 107    |
| 29 DNF | GT1       | 38 | Jacadi Racing                                  | Michel Ferté Olivier Grouillard Michel Neugarten                | Venturi 600LM                      | M     | 107    |
| 29 DNF | GT1       | 38 | Jacadi Racing                                  | Michel Ferté Olivier Grouillard Michel Neugarten                | Renault PRV 3.0L Turbo V6          | M     | 107    |
| 30 DNF | LMP2      | 21 | Welter Racing                                  | Patrick Gonin Pierre Petit                                      | WR LM93                            | M     | 104    |
| 30 DNF | LMP2      | 21 | Welter Racing                                  | Patrick Gonin Pierre Petit                                      | Peugeot 2.0L Turbo V6              | M     | 104    |
| 31 DNF | GT1       | 33 | Patrick Nève Racing Konrad Motorsport          | Franz Konrad Antonio Herrmann de Azevedo Mike Sommer            | Porsche 911 Turbo 3.6              | P     | 100    |
| 31 DNF | GT1       | 33 | Patrick Nève Racing Konrad Motorsport          | Franz Konrad Antonio Herrmann de Azevedo Mike Sommer            | Porsche 3.6L Turbo Flat-6          | P     | 100    |
| 32 DNF | LMP1 /C90 | 7  | Stealth Engineering SBF                        | Dominique Lacaud Sylvain Boulay Bernard Robin                   | ALD 06                             | G     | 96     |
| 32 DNF | LMP1 /C90 | 7  | Stealth Engineering SBF                        | Dominique Lacaud Sylvain Boulay Bernard Robin                   | BMW M88 3.5L I6                    | G     | 96     |
| 33 DNF | GT2       | 49 | Porsche Flymo Mobil Alméras Larbre Compétition | Jacques Laffite Jacques Alméras Jean-Marie Alméras              | Porsche 911 Carrera RSR            | P     | 94     |
| 33 DNF | GT2       | 49 | Porsche Flymo Mobil Alméras Larbre Compétition | Jacques Laffite Jacques Alméras Jean-Marie Alméras              | Porsche 3.8L Flat-6                | P     | 94     |
| 34 DNF | LMP2      | 22 | Welter Racing                                  | Hervé Regout Jean-François Yvon Jean-Paul Libert                | WR LM93                            | M     | 86     |
| 34 DNF | LMP2      | 22 | Welter Racing                                  | Hervé Regout Jean-François Yvon Jean-Paul Libert                | Peugeot 2.0L Turbo V6              | M     | 86     |
| 35 DNF | GT2       | 58 | Seikel Motorsport                              | Dr. Thomas Bscher Lindsay Owen-Jones John Nielsen               | Porsche 968 Turbo RS               | ?     | 84     |
| 35 DNF | GT2       | 58 | Seikel Motorsport                              | Dr. Thomas Bscher Lindsay Owen-Jones John Nielsen               | Porsche 3.0L Turbo I4              | ?     | 84     |
| 36 DNF | LMP2      | 20 | Didier Bonnet                                  | Georges Tessier Pascal Dro Bernard Santal                       | Debora LMP294                      | P     | 79     |
| 36 DNF | LMP2      | 20 | Didier Bonnet                                  | Georges Tessier Pascal Dro Bernard Santal                       | Alfa Romeo 3.0L V6                 | P     | 79     |
| 37 DNF | LMP1 /C90 | 8  | Roland Bassaler                                | Nicolas Minassian Patrick Bourdais Olivier Couvrier             | Alpa LM                            | G     | 64     |
| 37 DNF | LMP1 /C90 | 8  | Roland Bassaler                                | Nicolas Minassian Patrick Bourdais Olivier Couvrier             | Ford Cosworth DFL 3.5L V8          | G     | 64     |
| 38 DNF | GT2       | 50 | Larbre Compétition                             | Pierre Yver Jack Leconte Jean-Luc Chereau                       | Porsche 911 Carrera RSR            | ?     | 62     |
| 38 DNF | GT2       | 50 | Larbre Compétition                             | Pierre Yver Jack Leconte Jean-Luc Chereau                       | Porsche 3.8L Flat-6                | ?     | 62     |
| 39 DNF | GT2       | 62 | Lotus Sport Chamberlain Engineering            | Richard Piper Peter Hardman Olindo Iacobelli                    | Lotus Esprit S300                  | M     | 59     |
| 39 DNF | GT2       | 62 | Lotus Sport Chamberlain Engineering            | Richard Piper Peter Hardman Olindo Iacobelli                    | Lotus 2.2 Turbo I4                 | M     | 59     |
| 40 DNF | GT2       | 45 | Heico Service GmbH                             | Ulrich Richter Karl-Heinz Wlazik Dirk Ebeling                   | Porsche 911 Carrera RSR            | ?     | 57     |
| 40 DNF | GT2       | 45 | Heico Service GmbH                             | Ulrich Richter Karl-Heinz Wlazik Dirk Ebeling                   | Porsche 3.8L Flat-6                | ?     | 57     |
| 41 DNF | GT2       | 55 | Simpson Engineering                            | Robin Smith Stefano Sebastiani Tetsuya Ota                      | Ferrari 348 LM                     | Y     | 57     |
| 41 DNF | GT2       | 55 | Simpson Engineering                            | Robin Smith Stefano Sebastiani Tetsuya Ota                      | Ferrari 3.4L V8                    | Y     | 57     |
| 42 DNF | GT1       | 29 | Strandell Obermaier Racing                     | Anders Olofsson Sandro Angelastro Max Angelelli                 | Ferrari F40                        | P     | 51     |
| 42 DNF | GT1       | 29 | Strandell Obermaier Racing                     | Anders Olofsson Sandro Angelastro Max Angelelli                 | Ferrari 3.0L Turbo V8              | P     | 51     |
| 43 DNF | GT2       | 63 | Chamberlain Engineering                        | Rob Wilson David Brodie William Hewland                         | Harrier LR9C                       | D     | 45     |
| 43 DNF | GT2       | 63 | Chamberlain Engineering                        | Rob Wilson David Brodie William Hewland                         | Ford Cosworth YBT 2.0L Turbo I4    | D     | 45     |
| 44 DNF | GT2       | 56 | Elf Haberthur Racing                           | Olivier Haberthur Patrice Goueslard Patrick Vuillaume           | Porsche 911 Turbo 3.6              | G     | 42     |
| 44 DNF | GT2       | 56 | Elf Haberthur Racing                           | Olivier Haberthur Patrice Goueslard Patrick Vuillaume           | Porsche 3.6L Turbo Flat-6          | G     | 42     |
| 45 DNF | GT2       | 66 | Bristow Racing Erik Henriksen                  | Ray Bellm Harry Nuttall Charles Rickett                         | Porsche 911 Carrera RSR            | G     | 34     |
| 45 DNF | GT2       | 66 | Bristow Racing Erik Henriksen                  | Ray Bellm Harry Nuttall Charles Rickett                         | Porsche 3.8L Flat-6                | G     | 34     |
| 46 DNF | GT2       | 61 | Lotus Sport Chamberlain Engineering            | Thorkild Thyrring Klaas Zwart Andreas Fuchs                     | Lotus Esprit S300                  | M     | 28     |
| 46 DNF | GT2       | 61 | Lotus Sport Chamberlain Engineering            | Thorkild Thyrring Klaas Zwart Andreas Fuchs                     | Lotus 2.2L Turbo I4                | M     | 28     |
| 47 DNF | IMSA GTS  | 76 | Clayton Cunningham Racing                      | Eric van de Poele Paul Gentilozzi Shunji Kasuya                 | Nissan 300ZX Turbo                 | Y     | 25     |
| 47 DNF | IMSA GTS  | 76 | Clayton Cunningham Racing                      | Eric van de Poele Paul Gentilozzi Shunji Kasuya                 | Nissan VRH35 3.0L Turbo V6         | Y     | 25     |
| 48 DNF | GT2       | 64 | Ferrari Club Italia                            | Oscar Larrauri Fabio Mancini Joël Gouhier                       | Ferrari 348 GTC-LM                 | P     | 23     |
| 48 DNF | GT2       | 64 | Ferrari Club Italia                            | Oscar Larrauri Fabio Mancini Joël Gouhier                       | Ferrari 3.4L V8                    | P     | 23     |

Legenda :DNQ = Não largou - DNF = Abandono - NC = Não classificado - DSQ= Desqualificado